# Radicaal 174
Van de in totaal 214 Kangxi-radicalen heeft radicaal 174 de betekenis blauw. Het is een van de negen radicalen die bestaat uit acht strepen.
In het Kangxi-woordenboek zijn er 17 karakters die dit radicaal gebruiken.

## Karakters met het radicaal 174

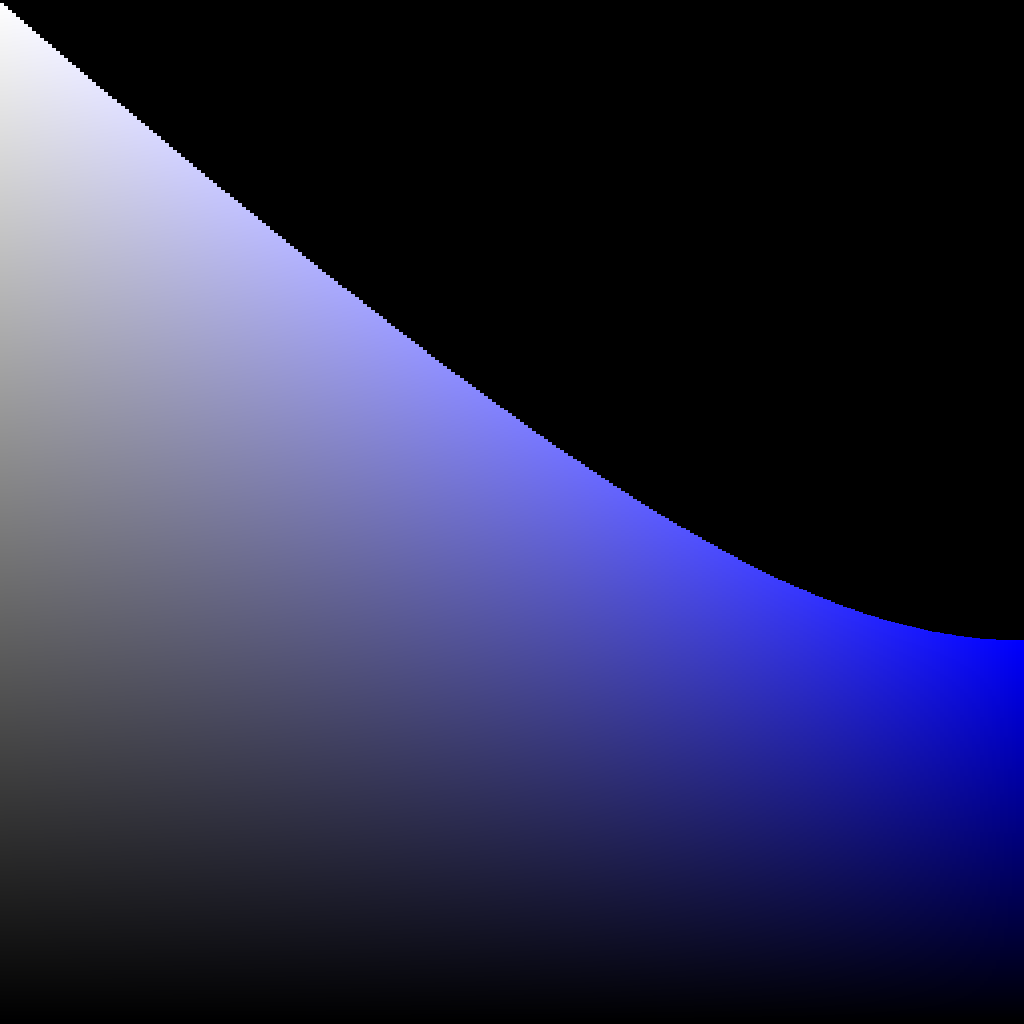
Verloop van de kleur blauw.

| Strepen | Karakter |
| ------- | -------- |
| + 0     | 靑 青    |
| + 4     | 靓 靔    |
| + 5     | 靕 靖 靖 |
| + 6     | 靗 靘 静 |
| + 7     | 靚       |
| + 8     | 靛 靜    |
| + 10    | 靝       |